# Колеџ Велсли
Колеџ Велсли је приватни женски колеџ у Масачусетсу, у САД, западно од Бостона. Основан је 1870.  као један од колеџа Седам сестара.
Најпознатији је женски колеџ у САД. У школској 2014/15. на колеџ је примљено је само 29% пријављених кандидата.
Познате личности које су дипломорале на Велслију су: Хилари Клинтон, Мадлен Олбрајт, Сунг Мај-линг, Куки Робертс и Дајана Сојер.